# Giovanni Bissoli
Giovanni Bissoli OFM (ur. 16 grudnia 1940 w Bevilacqua, zm. 15/16 marca 2024 w Hajfie) – włoski biblista, doktor teologii w dziedzinie nauk biblijnych, franciszkanin, wykładowca Franciszkańskiego Studium Biblijnego w Jerozolimie.
Giovanni Bissoli był członkiem franciszkańskiej Prowincji Weneckiej pw. Św. Antoniego Padewskiego. W 1967 uzyskał licencjat z teologii na Papieskim Uniwersytecie Antonianum w Rzymie. W 1979 doktoryzował się z filozofii na Uniwersytecie Rzymskim, zaś w 1993 obronił pracę doktorską w dziedzinie nauk biblijnych w rzymskim Biblicum. Był wykładowcą języka aramejskiego i egzegezy w Studium Biblicum Franciscanum w Jerozolimie, a także teologii biblijnej w Studium Theologicum Jerosolimitanum. Po przejściu na emeryturę mieszkał w klasztorze franciszkańskim w Ain Karem. Zmarł w szpitalu w Hajfie 15/16 marca 2024 roku.